# Hundtricket
Hundtricket är en svensk romantisk dramafilm från 2002 i regi av Christian Eklöw och Christopher Panov.

## Handling
Simon vill känna på den stora kärleken och Micke kommer med det heta tipset – att testa hundtricket. Detta innebär att man skaffar en gullig liten hund och går ut i en park med den, och inom loppet av två sekunder kommer brudarna bara hänga runt halsen på en. Simon kör hårt på Mickes tips, lånar en tax och drar ut i Humlegården. Där träffar han Mia. Mickes tips visar sig fungera jättebra och Simon och Mia blir tillsammans. Det börjar i alla fall lovande …

## Om filmen
Alexander Skarsgård blev Guldbagge-nominerad för sin roll som Micke, men vann den inte.
Flygplatsscenerna ska föreställa Arlanda flygplats, men vissa av dem är inspelade på Luleå Airport. Hundtricket var från början en kortfilm, som kom ut år 2000. Kortfilmen hade i princip samma huvudroller som långfilmen.

## Rollista (i urval)
- Linus Wahlgren - Simon
- Josephine Bornebusch - Mia
- Alexander Skarsgård - Robinson-Micke
- Ivan Nikcevic - Mario
- Kjell Bergqvist - Läraren
- Tina Harbom - Emma
- Pontus Gårdinger - Pontus Gårdinger
- Sofia Zouagui - Bella
- Sara Lewerth - Sanna
- Lamine Dieng - Taxichaufför
- Roger Zapfe - Dörrvakt
- Dag Finn - Dag Finn
- Meral Tasbas - Meral Tasbas
- Rebecka Englund - Veronica Ansé (informatör på flygplatsen)
- Marcus Palm - Vakt
- Jovan Radomir - Passkontrollant
- Urban Hansson - Flygplatsarbetare
- Philip Panov - Applåderande kille på Arlanda
- Sara Nygren - Mias syster